# هرزنق
هرزنق هي قرية في مقاطعة شبستر، إيران. عدد سكان هذه القرية هو 111 في سنة 2006.